# Wolferode (Eisleben)
Wolferode ist ein Ortsteil der Lutherstadt Eisleben im Landkreis Mansfeld-Südharz in Sachsen-Anhalt. Er liegt 3 bis 6 km südwestlich von Eisleben am südlichen Rand der Mansfelder Mulde und war bis zum 31. Dezember 2004 eine selbständige Gemeinde.

## Geschichte
Wolferode wird erstmals urkundlich durch die Edlen von Hakeborn im Jahr 1336 erwähnt. Die Siedlung erhielt ihren Namen vermutlich nach einem ihrer ersten Bewohner, der Wulfo oder Wolf hieß. Es ist aber auch möglich, dass der Name als „Rodung bei den Wölfen“ oder im oder am Wolfswalde gedeutet werden kann.
Wolferode ist ein Haufendorf. Um das Dorf sind Wüstungen nachgewiesen: Gebhardsrode, Kunrode und Erwinsrode. Sie befanden sich einst in den Holzmarken, auf den Pfarräckern und westlich davon.
Wie auch in vielen anderen Orten des Mansfelder Landes prägte der Kupferschieferbergbau über lange Zeit die Kulturlandschaft und die Wirtschaftsstruktur. Eine einzigartige Landschaft mit 87 kleinen Halden und den Holzmarken entstand durch den Bergbau um Wolferode, der bis in das 14. Jahrhundert nachweisbar ist.
Bis 1847 gab es zwei Gemeinden. Das westliche und ältere Dorf mit der Kirche, welches 1336 zum ersten Mal urkundlich erwähnt wurde, war brandenburgisch-preußisch. In ihm wohnten hauptsächlich Bergleute. Das jüngere, östliche Dorf, das um 1347 noch nicht, aber 1484 bereits bestand, lag östlich vom Dorfgraben und gehörte bis 1815 zum sächsischen Amt Bornstedt.
Seit 1815 gehörte Wolferode dem Mansfelder Seekreis der Provinz Sachsen bzw. dem Kreis Eisleben und 1994–2007 dem Kreis Mansfelder Land an.
Am 1. Januar 2005 wurde Wolferode in die Lutherstadt Eisleben eingegliedert.

## St.-Cyriacus-Kirche
Im Jahre 1336 wurde von den Mönchen des Wimmelburger Benediktinerklosters eine Kirche in Wolferode erbaut, die wie das Kloster dem Heiligen Cyriacus geweiht wurde. Die Kirche befand sich auf dem Gebiet des heutigen Denkmalplatzes. Der bis heute unverändert gebliebene Kirchturm mit seinem quadratischen Grundriss wurde um 1500 von den Mönchen des Klosters aus Bruchstein errichtet und ist der älteste Teil der heutigen Pfarrkirche. Er enthält drei Glocken. An seiner Südseite sind links des Schalllochs ein graues, schlankes und rechts ein rotes, gedrungenes Sandsteinkreuz eingemauert. Das rote Kreuz hat die Form eines lateinischen Kreuzes. Das schlanke Kreuzes ähnelt einem Malteserkreuz. In jede Haupthimmelsrichtung zeigt ein Uhrenhäuschen die Zeit an; die Kirchenuhr wurde 1882 eingebaut und 1941 durch eine neue Turmuhr ersetzt. Im Erdgeschoss des Turmes befindet sich eine kreuzgratgewölbte Turmkammer, die ursprünglich wohl als Krypta genutzt wurde.
Im Dreißigjährigen Krieg (1618–1648) wurden die Kirche und die daneben stehende Schule schwer beschädigt.
In den Jahren 1859–1862 wurde das neugotische heutige Kirchenschiff, das mit seinem etwas eingerückten 5/8-polygonalen Ostschluss etwas breiter als der Turm ist, aus rotem Siebigeröder Sandstein an den Turm angebaut. Ihr Altarraum steht auf den Grundmauern der Vorgängerkirche. Der Eingang mit einer kleinen Vorhalle befindet sich an der Südwestecke der Kirche, zwischen Turm und Kirchenschiff, Das Innere der Kirche ist klar strukturiert und schlicht. Das Kirchenschiff hat eine gefelderte Balkendecke und öffnet sich mit einem hohen Rundbogen zum kreuzgratgewölbten Chor mit seinen drei spitzbogigen, hochliegenden Fenstern. Die beiden Langhauswände sind durch jeweils sechs Fenster der gleichen Art gegliedert.

## Verkehr
Wolferode hat einen Haltepunkt an der Bahnstrecke Halle–Hann. Münden und vier Bushaltestellen (Eislebener Straße, Mühlberg, Am Lindenplatz und Verbindungsstraße).

## Vereine
- Heimatverein
- SSV 1890 Wolferode
- Bergmanns Schützengilde zu Wolferode e. V.
- Verein zur Förderung der Freiwilligen Feuerwehr Wolferode e. V.

## Persönlichkeiten
- Otto Gotsche (1904–1985), Politiker (KPD, SED) und Schriftsteller
- Walter Hartung (* 1921), Politiker (NDPD) und Pädagoge